# 武士道シックスティーン
『武士道シックスティーン』（ぶしどうシックスティーン）は、誉田哲也による日本の小説作品。
剣道に青春をかける対照的な2人の女子高生をユーモラスかつ爽やかに描く。続編に『武士道セブンティーン』、『武士道エイティーン』及び『武士道ジェネレーション』がある。
2009年5月から『月刊アフタヌーン』（講談社）、『デラックスマーガレット』、『ザ マーガレット』（集英社）にて漫画化作品が連載開始。2010年に映画が公開された。

## あらすじ
警察官である厳格な父親への反発心から、剣の道を猪突猛進する勝利至上主義者・磯山香織。
そして、日本舞踊の経験を活かすため、中学校入学時に剣道を始めた変わり者の遅咲き剣士・西荻早苗。
全く異なる剣道観を持つ二人の少女が初めて出会ったのは、地元で開催されたローカルな剣道大会「横浜市市民秋季剣道大会」であった。
先の全中大会では準優勝という輝かしい成績を収めながらも、負けを認められず、気持ちがどこか不完全燃焼のように燻っている香織。中学生最後の試合を、スッキリと気分良く優勝で飾るため、その大会に出場するが、4回戦目で全くの無名選手である早苗に面を取られて、まさかの敗退をしてしまう……
東松学園高校・女子部に進学した二人は入学式の日、再び出会うが、屈辱の敗戦を胸に刻み、再戦の機会をうかがう香織に対し、早苗は香織と対戦したことすらきれいさっぱり忘れていて、全く覚えていない様子。
自分を打ち負かすほどの実力がありながら、精神修養を重視し、勝敗への執着が無いがため、試合では勝ちきれない早苗に対し、口では「チャンバラ・ダンス」などと批判する香織であるが、早苗を強く意識し、彼女の剣道に近づけば近づくほど、自分の剣道を見失い、スランプに陥ってゆく……
父親への反発心だけでは剣道を続けられなくなった香織は、初めて経験する「迷い」のなか、自分が見失ってしまった、剣道を始めた頃の大切な記憶を一つ一つ拾い集めてゆく……
そして香織と早苗、二人が出会った、あの「横浜市市民秋季剣道大会」が開催される季節がまためぐってくる……

## 登場人物
磯山 香織（いそやま かおり）
東松学園高等部一年生。剣道部。新免武蔵を心の師と仰ぐ。性格は攻撃的かつ勝利至上主義。剣道以外はほとんど眼中に無い。勉強は苦手。
西荻 早苗（にしおぎ さなえ）
東松学園高等部・一年生。剣道部。中等部から剣道を始めた変わり者。性格は温厚でマイペース。日本舞踊から習得した個性的な足捌きと、基本に忠実な剣筋が特徴。専門誌『剣道日本』のインタビュー記事、愛知の外山浩規選手の「人より長く構えていたい」という言葉に出会い、剣士として急成長を遂げる。旧姓は甲本。
岡 巧（おか たくみ）
東松学園高等部・二年生。剣道部のエース。爽やかで女子人気も高い。香織の父・憲介の教え子で早苗の姉・緑子の彼氏。
桐谷 玄明（きりたに よしあき）
桐谷道場・道場主。厳しく香織を指導する。剣道関係者からは、音読みして「げんめい」と呼ばれることの方が多い。
蒲生 辰二郎（がもう たつじろう）
蒲生武具店・店主。通称「たつじい」。香織に五輪書を読むように薦めるなど、気にかけている。桐谷玄明とは幼馴染だが、その指導法には否定的。
磯山 憲介（いそやま けんすけ）
香織の父。警察官。選手として長く活躍したのち、勤務の傍ら助教として後進の指導をする。岡巧は都筑警察署勤務時代の教え子。多感な時期の子供達との接し方に難があり、特に香織との関係には溝がある。
磯山 和晴（いそやま かずはる）
香織の兄。進学校である私立・白秀院高等部に通う。小学生時代は岡巧のライバルであったが、今は剣道を辞めボート部に所属。家族の心の機微に敏感。
小柴（こしば）
東松学園高等部・教員。女子剣道部の顧問。六段。勝利至上主義で相手を思いやれない香織の社会性の無さを心配している。早苗の中等部時代の恩師、北島は大学時代の後輩にあたる。
甲本 肇（こうもと はじめ）
早苗の父親。開発した指紋認証システムを、技術を売りに行った大企業に盗まれる。裁判で争うものの敗訴、経営していた会社は倒産してしまう。早苗の母と離婚し、失踪。

## 書籍情報
- 単行本：2007年7月26日発売[1]、文藝春秋、ISBN 978-4-16-326160-7
- 文庫本：2010年2月10日発売[2]、文春文庫、ISBN 978-4-16-778001-2

## 漫画
『月刊アフタヌーン』（講談社）、『デラックスマーガレット』、『ザ マーガレット』（集英社）、と異なる出版社での同時連載が行われる。
『月刊アフタヌーン』では安藤慈朗の作画で2009年7月号（5月25日発売）から2010年12月号（10月25日発売）まで連載された。
『デラックスマーガレット』、『ザ マーガレット』では尾崎あきらの作画で2009年7月特大号（5月28日発売）から2010年7月特別号（最終号、5月28日発売）までシリーズ連載された。
- 原作：誉田哲也、画：安藤慈朗 『武士道シックスティーン』 講談社〈アフタヌーンKC〉、全3巻
  1. 2009年11月20日発売[4]、ISBN 978-4-06-310611-4
  2. 2010年4月23日発売[5]、ISBN 978-4-06-310658-9
  3. 2010年12月22日発売[6]、ISBN 978-4-06-310717-3
- 原作：誉田哲也、画：尾崎あきら 『武士道シックスティーン』 集英社 〈マーガレットコミックス〉、全4巻
  1. 2009年11月25日発売[7]、ISBN 978-4-08-846468-8
  2. 2010年4月23日発売[5]、ISBN 978-4-08-846518-0
  3. 2010年11月25日発売[8]、『デラックスマーガレット』2010年7月号、『ザ マーガレット』2010年9月号 - 11月号、ISBN 978-4-08-846598-2
  4. 2011年4月25日発売[9]、ISBN 978-4-08-846645-3

## 映画
2010年4月24日に公開。

### スタッフ
- 監督：古厩智之
- 脚本：古厩智之、大野敏哉
- 音楽：上田禎
- 撮影：清久素延
- 照明：川井稔
- 美術：須坂文昭、禪洲幸久
- 録音：渡辺真司
- 編集：大重裕二
- 助監督：神徳幸治
- 剣道指導：江尻正芳（武道学園純正館）
- 剣道指導助手：小沼雅穂、間所由香里、森下美波
- アクション指導：小原剛（OHARA BROS）
- アクション指導助手：柴田愛之助、山本諭、南辻史人
- 取材協力：桐蔭学園女子剣道部
- 現像：IMAGICA
- 仕上げ：日活スタジオセンター
- ロケ協力：明治学院中学校・明治学院東村山高等学校、小田原アリーナ、コクーン新都心、熊谷フィルムコミッション、北本フィルムコミッション、西さがみフィルムコミッション、さいたま市、小田原市　ほか
- 撮影協力：埼玉県高体連剣道専門部、埼玉県剣道連盟、神奈川県剣道連盟、千葉県剣道連盟、群馬県剣道連盟、栃木県剣道連盟、茨城県剣道連盟、東京都剣道連盟
- プロデューサー：井上衛、樋口慎祐
- スーパーバイジングプロデューサー：青木竹彦、久保田修
- 企画：中川理一郎
- 製作者：和崎信哉、尾越浩文、北川直樹、久保田修
- 製作プロダクション：IMJエンタテインメント
- 製作委員会メンバー：WOWOW、ポニーキャニオン、ソニー・ミュージックエンタテインメント、IMJエンタテインメント

### 主題歌
- MiChi　「Together again」（ソニー・ミュージックアソシエイテッドレコーズ）

### キャスト
- 磯山香織：成海璃子
- 西荻早苗：北乃きい
- 磯山和晴（香織の兄）：石黒英雄
- 田村咲月（早苗の友人）：荒井萌
- 久野こずえ（早苗の友人）：山下リオ
- 村浜ゆかり（東松学園剣道部主将）：高木古都
- 岡巧（高校剣道チャンピオン）：賀来賢人
- 西荻緑子（早苗の姉）：波瑠
- 西荻景子（早苗の母）：古村比呂
- 小柴隆造（東松学園剣道部顧問）：堀部圭亮
- 磯山憲介（香織の父）：小木茂光
- 甲本肇（早苗の父）：板尾創路

### 関連テレビドラマ
ブカツ道　(WOWOW)
映画公開を記念しWOWOWで放送される短編ドラマ集。成海璃子、北乃きいがそれぞれさまざまな部活動に挑戦。